# مصاص الدماء (مسرحية)
مصاص الدماء
فكرةمسرح الرعب أسسها المخرج والمؤلف (عبد الرحمن المسلم) ومسرحية مصاص الدماء كانت البداية وهي أول مسرحية رعب كوميدية قام بتأليفها المخرج والمؤلف عبدالرحمن المسلم الذي قام ببطولتها الفنان (عبد العزيز المسلم)إلى جانب الفنان القدير علي المفيدي وجمال الردهان وباسمه حماده بالإضافة إلى أمل عباس، ومثلتفي عام 1995، بالكويت والبحرين ومن إنتاج مسرح السلام

## ملخص الأحداث
يتحول «سالم» (جمال الردهان) إلى مصاص دماء - دراكولا شرير ويمص دم وزير فيأتي الخبر إلى الشرطة التي تقوم بالبحث عنه في كل مكان إلى أن يصل الخبر إلى كبير مصاصوا الدماء -دراكولا الكبير (علي المفيدي) الذي يبرأ مصاصي الدماء منه، ويأمر اعوانه من مصاصو الدماء بالسيطرة على بنك الدم قبل أن يصل إليه الدراكولا الجديد-سالم، ومع الأحداث ينزع «سالم» الشر منه إلى أن يعود إلى حالته الطبيعية.

## البطولة والشخصيات
- دراكولا الكبير -عضو بمجلس الأمة، الفنان القدير:علي المفيدي
- ابن دراكولا الكبير، عضو بمجلس الأمة، بومزعل، النقيب: عبد العزيز المسلم
- دراكولا -سالم: جمال الردهان
- بدرية: باسمه حماده

### أشترك بالتمثيل
أمل عباس ـ عماد العكاري ـ جمال الشطي ـ دخيل النبهان ـ علي الفرحان ـ بدر البلوشي

## حقائق
حصلت طفرة جديدة في مسرح السلام ألا وهي فتح ملف الرعب وقد نجحت نجاحاً لا يوصف، كثيرة هي المسرحيات الكوميدية الهزلية، ولكن هذه هي المسرحية العربية الأولى التي تتجه للرعب، حيث التي تستمد المسرحية قصتها الاجتماعية من وحي قصة دراكولا مصاص الدماء، فيخيف كل الناس بعد أن كان أول ضحاياه وزير في الحكومة ويصيب كل من يراه بالذهول من الشرطة إلى وسائل الاعلام، إلى الشارع، وحتى مصاصي الدماء انفسهم، ((مصاص الدماء)) مسرحية كوميديه لاذعه بكل شي، تقدم انتقادا صريحا للمجتمع ومشاكله وكل ذلك بإسلوب كوميدي كأفضل ماتكون الكوميديا، مصاص الدماء مسرحية رعب فكاهيّه رائعه وهي نوع من أنواع المسرح السياسي التي تتحدث عن الغزو الغاشم.
تغيرات: حصلت مشكله وهي خروج (ولد الديرة) وسعود شويعي وهاني مطر قبل التصوير التلفزيوني بيوم قاصدين ايقاف العروض والمطالبة بزيادة اجورهم خلاف ما هو متفق عليه في العقد، فصورت المسرحية بدونهم حيث أتى مكانهم جمال الشطي وعماد العكاري ودخيل النبهان، وكانت خسارتهم فادحـة وكانت هذه القضية الأولى في حياة عبد العزيز المسلّم التي رفعها ضد آخرين، رغم أن الفنانين الثلاثة تعذروا كثيرا وتنازل المسلّم عن الاحكام التي حصل عليها وصدرت لصالحه.
- جسد عبد العزيز المسلّم في هذه المسرحية العديد من الأدوار: العقيد بومنصور ـ الشايب بومزعل ـ دراكولا الابن ـ عضو مجلس الأمة.

| سبقه هالو كايرو | أعمال مسرح السلام 1995 | تبعه البيت المسكون |